# 巴兰基亚青年
巴兰基亚青年（西班牙語：Atlético Junior）是哥伦比亚巴兰基亚的一个足球俱乐部。该队现参加哥伦比亚足球甲级联赛。

## 荣誉

### 国内联赛
- 哥倫比亞足球甲級聯賽: 9
  - 冠军1977, 1980, 1993, 1995, 2004-II, 2010-I, 2011-II, 2018-II, 2019-I

### 国际赛事
- Reebok Cup: 1

1997